# Paweł Branović
Paweł Branović (serb.: Павле Брановић, Pawle Branović) – książę serbski panujący od 917 do 920 roku.
Paweł był synem Brana, średniego syna Muncimira. W 917 roku car Symeon niespodziewanie najechał Serbię, strącił z tronu Piotra Gojnikovicia i osadził swego kandydata Pawła Branovicia. Cesarz bizantyński Roman I Lekapen poparł wtedy innego kandydata Zachariasza Pribislavovicia. Paweł pokonał go, po czym sam przeszedł na stronę Bizancjum, które mniej było wówczas dla Serbii groźne, niż okrążająca ją od wschodu i północy Bułgaria. W rezultacie wolty Pawła car Symeon zrzucił go w 920 roku z tronu i osadził na nim niedawnego kandydata bizantyńskiego Zachariasza Pribislavovicia..